# Arroio Chuni
O arroio Chuni é um arroio brasileiro do estado do Rio Grande do Sul. Passa pelos municípios de Jóia, Eugênio de Castro, Entre-Ijuís até desaguar no rio Piratini, em São Miguel das Missões.